# マルティン・ダーリン
マルティン・ダーリン（Martin Dahlin, 1968年4月16日 -）は、スウェーデン出身の元サッカー選手。ポジションはFW。

## 経歴
ベネズエラ人の父親とスウェーデン人の母親の家庭に生まれる。1987年にマルメFFで選手キャリアをスタートさせると、そのシーズン21試合で17得点を挙げた。この活躍にフィオレンティーナのスヴェン＝ゴラン・エリクソン監督が獲得に動いたが、移籍は成立せず、チームに残留した。1991年にドイツのボルシア・メンヒェングラットバッハへ移籍。ボルシア時代にはシュテファン・エッフェンベルクらと共に、1995年のDFBポカール制覇に貢献、1996年までの5シーズンの間に106試合出場50得点を記録するなど最良の時間を過ごした。
ボルシアMGとの契約が切れるにあたり、FCバイエルン・ミュンヘン、トッテナムといったチームからもオファーを受けたが、ユヴェントスと仮契約を結んだ。しかし、ボルシアMGとの契約には、移籍市場において大きな変化があった場合1年間契約が自動的に延長される約定が含まれていたが、この約定を知らず、ボスマン判決の影響を受けて、契約が延長されることになってしまった。それでもユヴェントスは獲得を望んでいたが、ボルシアMGの要求金額が高額であったことから手を引いた。そこにASローマげ獲得に動き、1996年に大きな期待を集めてローマへ移籍した。しかし、カルロス・ビアンチ監督に冷遇され、殆ど起用されず、僅か3試合に出場しただけで、シーズン半ばに古巣のボルシアMGへ復帰した。
翌1997年にはイングランドのブラックバーン、1998年にはハンブルガーSVへ移籍するが、この頃から怪我の影響もあって調子を落とす様になり、1998-99シーズンを最後に現役を引退した。
黒人としては、初めてスウェーデン代表としてプレーして選手となった。地元開催となった1992年のUEFA EURO '92ベスト4進出、1994年のFIFAワールドカップ・アメリカ大会では、5試合で4得点を挙げ3位入賞に貢献した。国際Aマッチ60試合出場29得点を記録した。
引退後の現在は、スウェーデンに在住しサッカー代理人を務めている。

## 個人タイトル
- アルスヴェンスカン得点王：1回 (1988)
- グルドボレン：1回 (1993)